# Georg Wilhelm von Söhlenthal

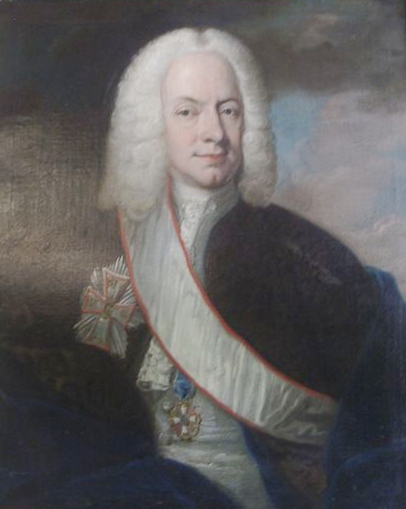
David Nolda: Georg Wilhelm von Söhlenthal, 1744. Archiv des Christianeums, Hamburg

Georg Wilhelm von Söhlenthal (* 23. März 1698 in Wien; † 3. Januar 1768 in Altona) war ein deutscher Adliger in dänischen Diensten und von 1738 bis 1768 Administrator der Grafschaft Rantzau.

## Leben
Söhlenthals Vater Rudolph Casper von Söhlenthal stammte aus einer niederländischen Adelsfamilie und war Reichshofrat am kaiserlichen Hof in Wien. Kurz vor seinem Tod 1706 wurde er in den erblichen Freiherrenstand erhoben. Seine Mutter hieß Hedwig Anna von Gräfen. Er hatte zwei ältere Geschwister Heinrich Friedrich (1685–1653) und Beate Henriette von Söhlenthal (1696–1757). Seine Ausbildung genoss er am Pädagogium der Franckeschen Stiftungen in Halle, wo er sich u. a. mit Nikolaus Ludwig von Zinzendorf anfreundete und Mitglied in dessen Senfkorn-Orden wurde. Die tiefe Prägung durch den Pietismus vor allem der Herrnhuter Richtung bestimmte sein ganzes Leben.
Sein älterer Bruder war 1706 in dänische Dienste getreten und lebte seit 1713 als dänischer Gesandter in London. Söhlenthal hielt sich dort 1721 bis 1723 auf. 1726 kam er als Kammerjunker des Kronprinzen Christian an den dänischen Hof. Zwei Jahre später wurde er Amtmann von Segeberg und 1730, als der bisherige Kronprinz als Christian VI. König wurde, Hofmeister bei dessen Sohn Friedrich. Mit dem König verband ihn eine tiefe pietistische Frömmigkeit, weshalb er eine Zeitlang dessen Berater in religiösen Fragen war. Sein Haus in Kopenhagen wurde zum Zentrum pietistischer Kreise.
1738 ernannte der König ihn zum Administrator der Grafschaft Rantzau, wo sein Wohn- und Amtssitz Schloss Rantzau Versammlungsort der mährischen Brüder und ihrer Anhänger in den Herzogtümern war. Während seiner Amtszeit ließ er das Schloss 1754–1757 um zwei Seitentrakte erweitern. Gemeinsam mit Propst Gottfried Grüner kümmerte er sich um die Belange der Kirche, setzte pietistische Prediger ein und ließ die Kirche von Hörnerkirchen von dem Architekten Cay Dose erbauen.
Nach dem Tod von Christian VI. schenkte ihm 1754 sein ehemaliger Zögling, König Friedrich V., das Gut Sarlhusen, wo er die Frondienste abschaffte. Um 1764 verkaufte er das Gut an Detlev von Ahlefeld.
Söhlenthal war zweimal kinderlos verheiratet. 1732 heiratete er Barbara Maximiliane Gratofska (* 1698), die 1760 starb. 1761 heiratete er in der erst 1752 fertiggestellten Kirche von Hörnerkirchen Else (* 19. Juli 1715 in Roskilde; † 1793 in Glückstadt), Tochter des dänischen Konferenzrats Christian Berregaard und der Jytte Worm, Witwe des 1738 verstorbenen Kabinettsekretärs und Konferenzrats Carl Brandt zu Teichhof und damit Mutter von Christian von Brandt, Söhlenthals Nachfolger als Administrator in Rantzau, und Enevold von Brandt. Söhlenthal ist in einem Erbbegräbnis in der Barmstedter Heilig-Geist-Kirche beigesetzt.